# La campana de cristal
La campana de cristal (publicada en inglés como The Bell Jar) es la única novela escrita por la poeta estadounidense Sylvia Plath. Bajo el seudónimo de Victoria Lucas, la novela fue publicada por primera vez por la editorial inglesa Heinemann en 1963. Fue reeditada bajo la autoría original de la autora en 1967, cuatro años después de su muerte. En Estados Unidos fue publicada por Harper Perennial Classics en 1971.
La obra suele ser considerada como una novela en clave y posee características propias de la autoficción, ya que Plath se suicidó un mes después de que la novela se publicara en Inglaterra.

## Argumento
En 1953, Esther Greenwood, una estudiante universitaria de 19 años de las afueras de Boston, consigue unas prácticas de verano en la revista ficticia Ladies' Day de Nueva York. Durante las prácticas, Esther no se siente estimulada ni entusiasmada por el trabajo, la moda y el estilo de vida urbano que sus compañeras del programa parecen adorar, ya que le cuesta sentir algo más que ansiedad y desorientación, lidiando incluso con su autoritaria jefa Jay Cee. Esther aprecia el ingenioso sarcasmo y la audacia de Doreen, otra becaria, pero se identifica con la piedad de Betsy, una joven ingenua y anticuada. Esther tiene como benefactora a Philomena Guinea, una ex escritora de novela femenina de éxito, quien financia la beca con la que Esther, de familia trabajadora, se matricula en la universidad.
Esther describe en detalle varios incidentes serio-cómicos que ocurren durante sus prácticas. Al principio, ella y Doreen conocen a Lenny, un galante locutor de radio que intenta seducirlas y que finalmente sale con Doreen. Otro incidente ocurre con una intoxicación alimentaria masiva durante un almuerzo organizado por el personal de una revista culinaria femenina. Gran parte de la historia transcurre en flashbacks, donde Esther recuerda a su novio Buddy, con quien ha salido de forma más o menos seria y que se considera su prometido. El monólogo interior de Esther a menudo se detiene en reflexiones sobre la muerte, la violencia y el rol de la mujer en su sociedad.
Poco antes de terminar las prácticas, asiste a una fiesta en un club de campo con Doreen, donde le presentan a un peruano adinerado llamado Marco, quien la maltrata. Más tarde, Marco la lleva afuera e intenta violarla; ella le rompe la nariz y se va. Esa noche, al regresar al hotel, tira impulsivamente toda su ropa nueva y de moda por el tejado. Esther regresa a su hogar en Massachusetts, que comparte con su madre viuda. Esperaba otra oportunidad académica al regresar a Massachusetts: un curso de escritura impartido por un autor de fama mundial. Sin embargo, a su regreso, su madre le informa de inmediato que no la han aceptado y sus planes se ven frustrados.
Decide pasar el verano posiblemente escribiendo una novela, pero siente que le falta la experiencia vital suficiente para escribir de forma convincente. Toda su identidad se ha centrado en el éxito académico; no está segura de qué hacer con su vida una vez que termine la escuela, y ninguna de las opciones que se le presentan (la maternidad, ejemplificada por la prolífica Dodo Conway, la vecina de Esther, o las carreras estereotipadamente femeninas como la taquigrafía) le atraen. Esther se deprime cada vez más y no puede dormir. Teresa, la cuñada de su tía, le recomienda que consulte con el Dr. Gordon, un psiquiatra de quien Esther desconfía porque es atractivo y no parece escucharla. Él le prescribe terapia electroconvulsiva (TEC); permanece despierta durante el procedimiento y, después, le queda con miedo a la TEC. Después, le dice a su madre que no volverá.
La terapia electroconvulsiva no es efectiva y el estado mental de Esther empeora. Intenta suicidarse varias veces sin mucho entusiasmo, incluyendo nadar mar adentro, y luego intenta seriamente. Esther le escribe una nota a su madre diciéndole que «saldrá a dar un largo paseo», se mete en un agujero bien escondido en el sótano y se traga muchas de las pastillas de su madre. Los periódicos dan por hecho que fue secuestrada y asesinada, pero la encuentran viva bajo su casa después de un tiempo indeterminado. Esther es enviada a varios hospitales psiquiátricos, donde recibe un trato deficiente al resistirse a sus métodos de tratamiento fríos y severos, hasta que Philomena Guinea, su benefactora universitaria, la apoya en un centro de tratamiento de élite donde conoce a la Dra. Nolan, una terapeuta. Además de las sesiones regulares de psicoterapia, Esther recibe grandes cantidades de insulina para producir una «reacción» (un tratamiento psiquiátrico común, y ahora desmentido, en aquel entonces) y, aunque inicialmente le prometieron que evitaría el tratamiento, vuelve a recibir un programa de TEC. La Dra. Nolan se asegura de que se administren correctamente.
Allí, describe su depresión como una sensación de estar atrapada bajo una campana de cristal, luchando por respirar. Finalmente, Esther describe la TEC como beneficiosa, pues tiene una especie de efecto antidepresivo; libera la campana de cristal metafórica en la que se sentía atrapada y sofocada. Allí, reencuentra con Joan Gilling, quien también salía con Buddy. La novela insinúa fuertemente que Joan es lesbiana y que se siente atraída o interesada por Esther, quien la encuentra extraña. Esther le cuenta a la Dra. Nolan cuánto envidia la libertad de los hombres y cómo, ella como mujer, le preocupa quedar embarazada. La Dra. Nolan la deriva a un médico que le coloca un diafragma. Esther ahora se siente libre de sus miedos sobre las consecuencias del sexo; libre de las presiones previas para casarse, posiblemente con el hombre equivocado. Con la Dra. Nolan, Esther mejora.
Diversos acontecimientos significativos, como tener relaciones sexuales por primera vez, ser hospitalizada a consecuencia de ello y el suicidio de Joan, le brindan una nueva perspectiva. Esther vuelve a interactuar con Buddy hacia el final de la novela, cuando él la visita para preguntarle si había algo en él que llevaba a las mujeres a la locura, dado que salía con Joan y Esther. Buddy luego se pregunta en voz alta quién se casará con Esther ahora que ha sido hospitalizada, lo que pone fin a su compromiso. Esther siente alivio al haberse liberado de muchas de sus ataduras anteriores. La novela termina con Esther entrando a una conferencia con sus médicos, quienes decidirán si puede dejar el hospital y regresar a la escuela.